# Керигю (кантон)
Керигю́ (фр. Quérigut) — кантон во Франции, находится в регионе Юг — Пиренеи, департамент Арьеж. Входит в состав округа Фуа.
Код INSEE кантона — 0913. Всего в кантон Керигю входят 7 коммун, из них главной коммуной является Керигю.

## Коммуны кантона
| Коммуна   | Население, чел. (2008) | Почтовый индекс | Код INSEE |
| --------- | ---------------------- | --------------- | --------- |
| Артиг     | 62                     | 09460           | 09020     |
| Карканьер | 53                     | 09460           | 09078     |
| Керигю    | 139                    | 09460           | 09239     |
| Ле-Пла    | 67                     | 09460           | 09230     |
| Ле-Пюш    | 30                     | 09460           | 09237     |
| Мижане    | 92                     | 09460           | 09193     |
| Руз       | 91                     | 09460           | 09252     |

## Население
Население кантона на 2008 год составляло 534 человека.
| 1962 | 1968 | 1975 | 1982 | 1990 | 1999 | 2006 | 2007 | 2008 |
| ---- | ---- | ---- | ---- | ---- | ---- | ---- | ---- | ---- |
| 523  | 674  | 525  | 472  | 467  | 465  | 538  | 545  | 534  |